# Кенет Мекалпин
Кенет Мекалпин (енгл. Kenneth MacAlpin, гелски Cináed mac Ailpin, владао 843-860), познат и као Кенет I, први краљ Шкотске.

## Историја
Почетком 9. века област данашње Шкотске била је подељена на 4 независне државе. Северни део земље заузимале су келтске државе - краљевство Пикта на истоку и  Далријада на западу. Ју̝жни део Шкотске био је подељен између келтске краљевине Стратклајд на западу и германске краљевине Берниције на западу, коју су основали Англи и која је до 9. века пала под власт суседне Нортамбрије. Викиншки напади на ове области, који су почели око 780. године, погоршали су се крајем 8. века, после њиховог заузимања Оркнијских острва. Напади су учестали почетком 9. векаː 800. године Викинзи су опљачкали Јону, најстарији и најугледнији манстир у Шкотској (основан 563). То је изазвало општу несигурност и велику политичку нестабилност и утрло пут стварању јединствене државе, која би се успешније могла одупирати нападачима. Тако је 843. године краљ Далријаде, Кенет Мекалпин (дословно Кенет, син Алпинов), ујединио Далријаду и пиктско краљевство, формиравши краљевину Албу, претечу краљевине Шкотске. Владао је до смрти 860. године и сахрањен је у манастиру Јона. Наследио га је брат, Доналд I.